# خيلدروب- ميرلو
خيلدروب- ميرلو Geldrop-Mierlo  بلدية وبلدة بمقاطعة شمال برابنت، جنوبي هولندا.

## طوبوغرافيا
خريطة طوبوغرافية هولندية لبلدية خيلدروب- ميرلو، يونيو 2015، (تقرأ بعد ثلاث نقرات على الخريطة).

## معرض صور

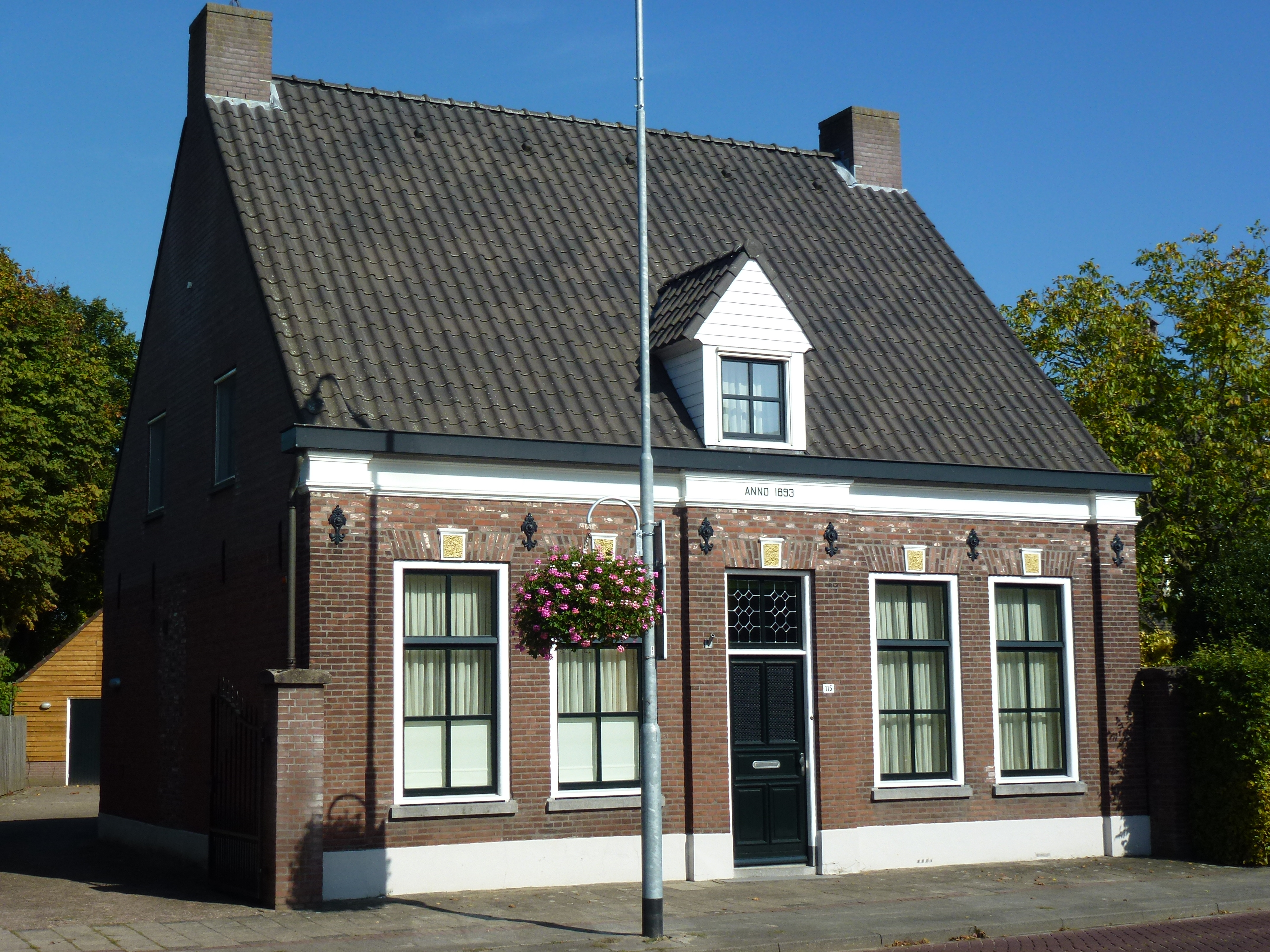
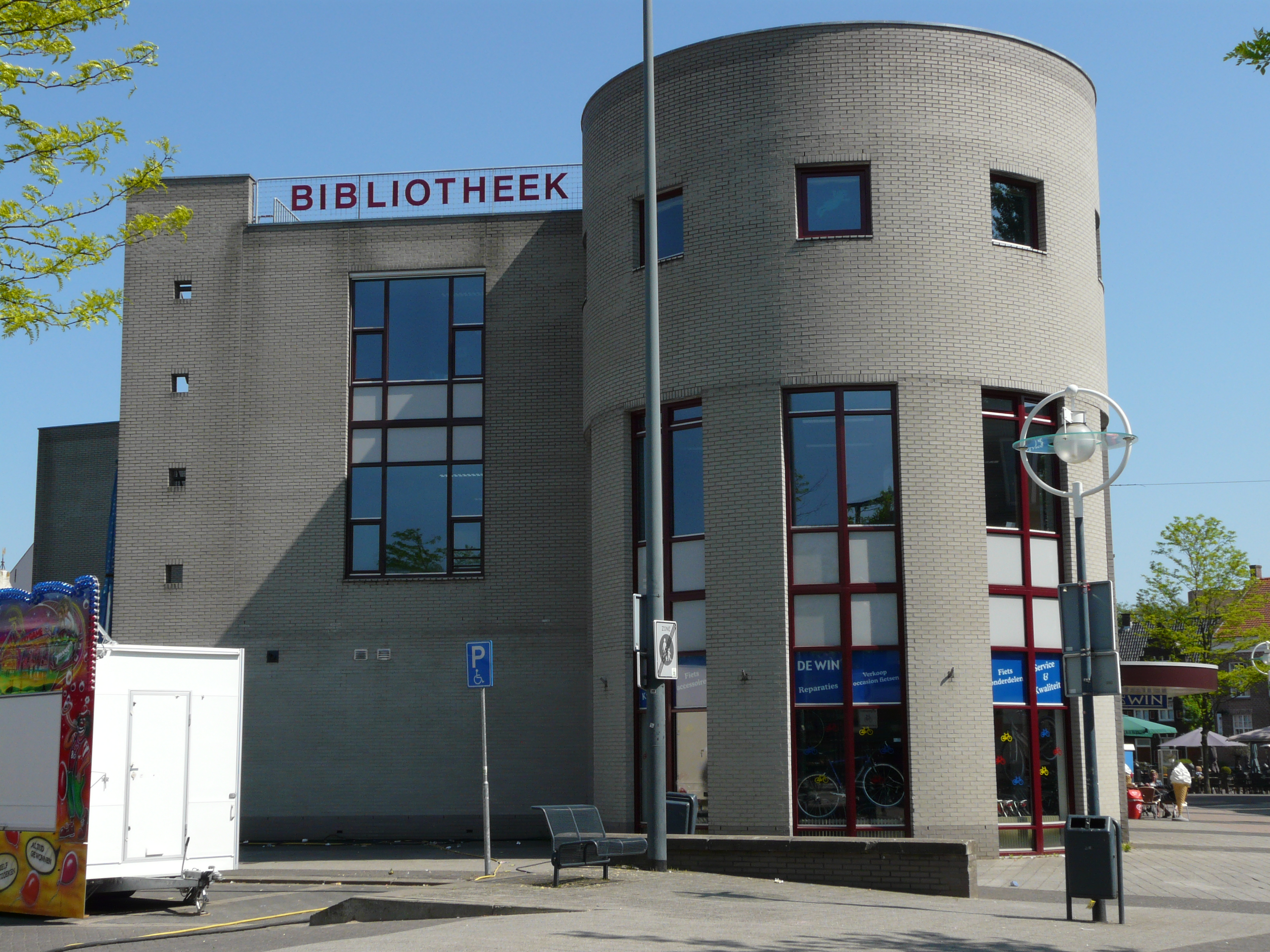
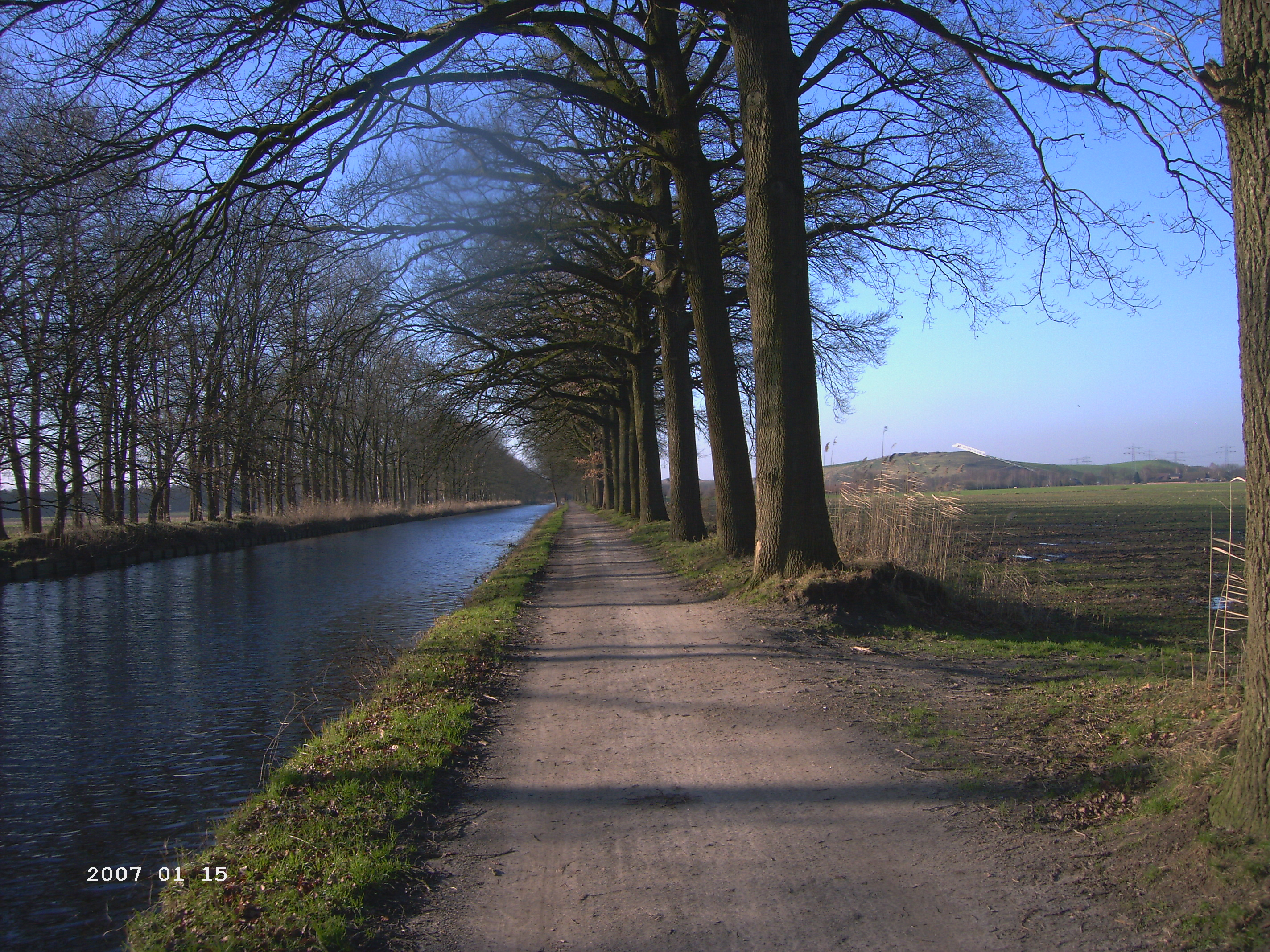
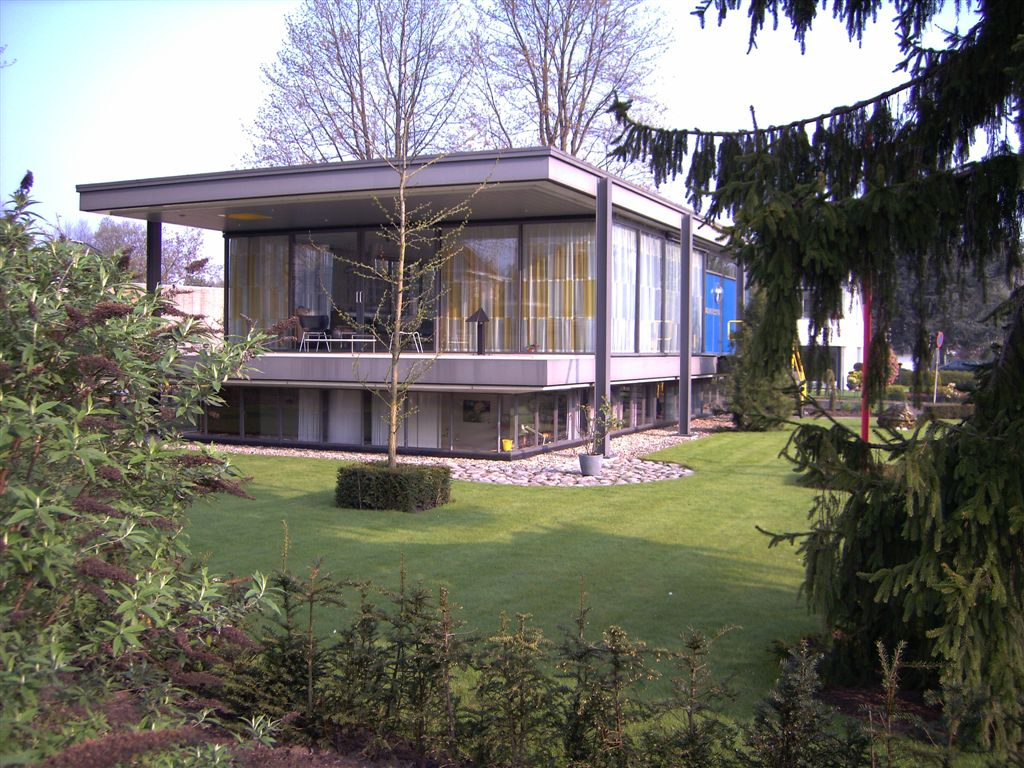